# La Porciúncula (Bogotá)
La Porciúncula es un barrio de Bogotá, ubicado en la localidad de Chapinero, en pleno corazón del Centro Financiero.

## Barrios vecinos
Al norte limita con El Nogal y Lago Gaitán. Al sur, con Quinta Camacho. Al oriente, con Rosales. Y al occidente, con San Felipe.

## Geografía
Barrio ligeramente plano y totalmente urbano (en el piedemonte de los Cerros Orientales) con árboles en la Avenida Chile, así como en la carrera 11.

## Aspectos socioeconómicos

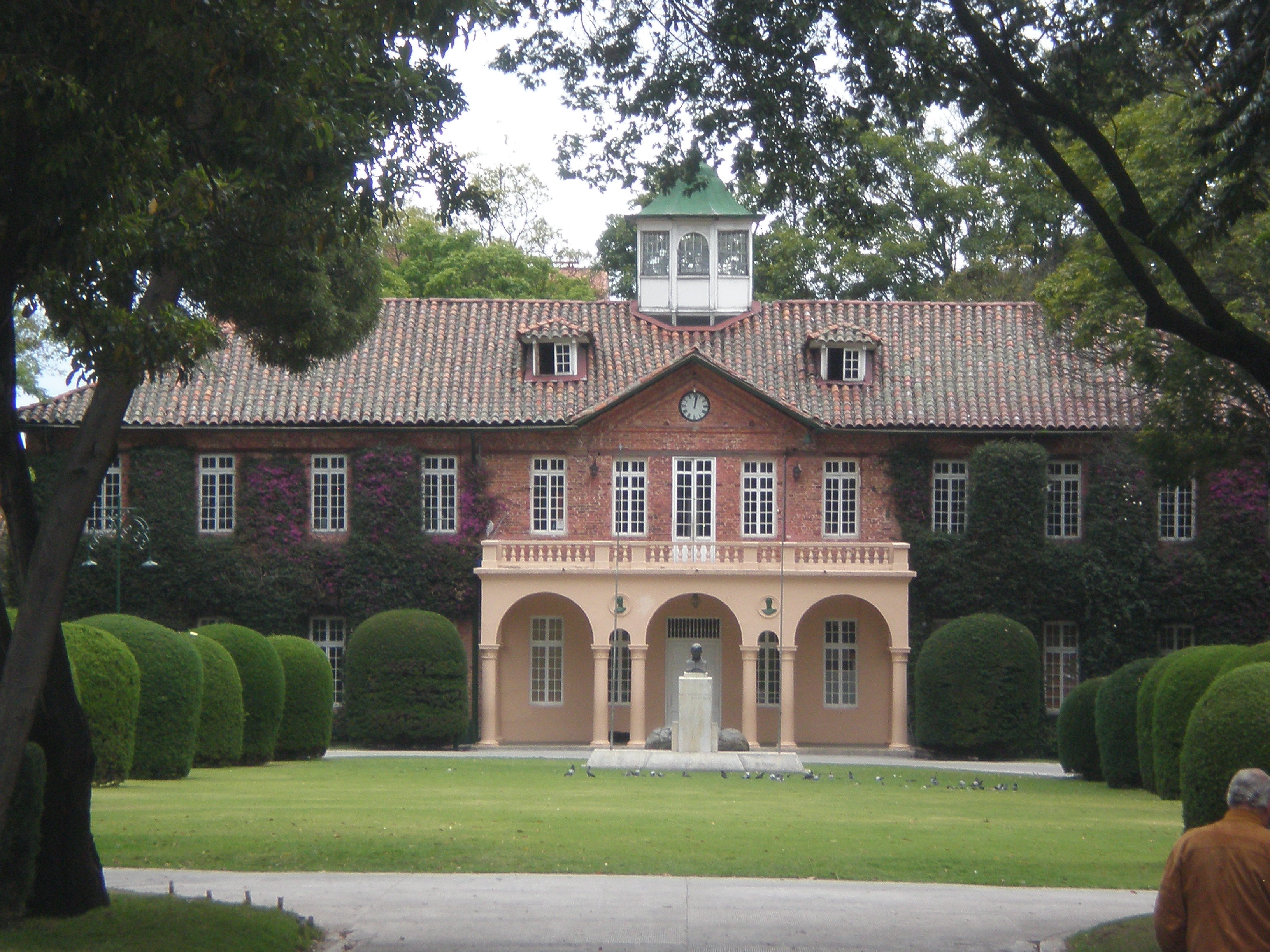
Gimnasio Moderno.

De estratos cinco y seis, el sector es de infraestructura comercial y de servicios (principalmente banca y educación). También hay edificaciones residenciales (principalmente apartamentos).

## Historia
Al igual que sus vecinos, los barrios Rosales y Quinta Camacho, La Porciúncula gira en torno a la vía principal, que es la avenida Chile. En 1914, se funda el Gimnasio Moderno, de la mano de Agustín Nieto Caballero. Para los años 1920 y 1930 se establecerían la Iglesia que lleva su nombre, construida por la misión franciscana y el Instituto Pedagógico Nacional (posteriormmente Universidad). 
A finales de 1970, el sector fue convirtiéndose paulatinamente en un sector comercial con la llegada de las sedes bancarias más importantes de Colombia, lo cual hace que el sector residencial esté cada vez reducido.

## Acceso y vías

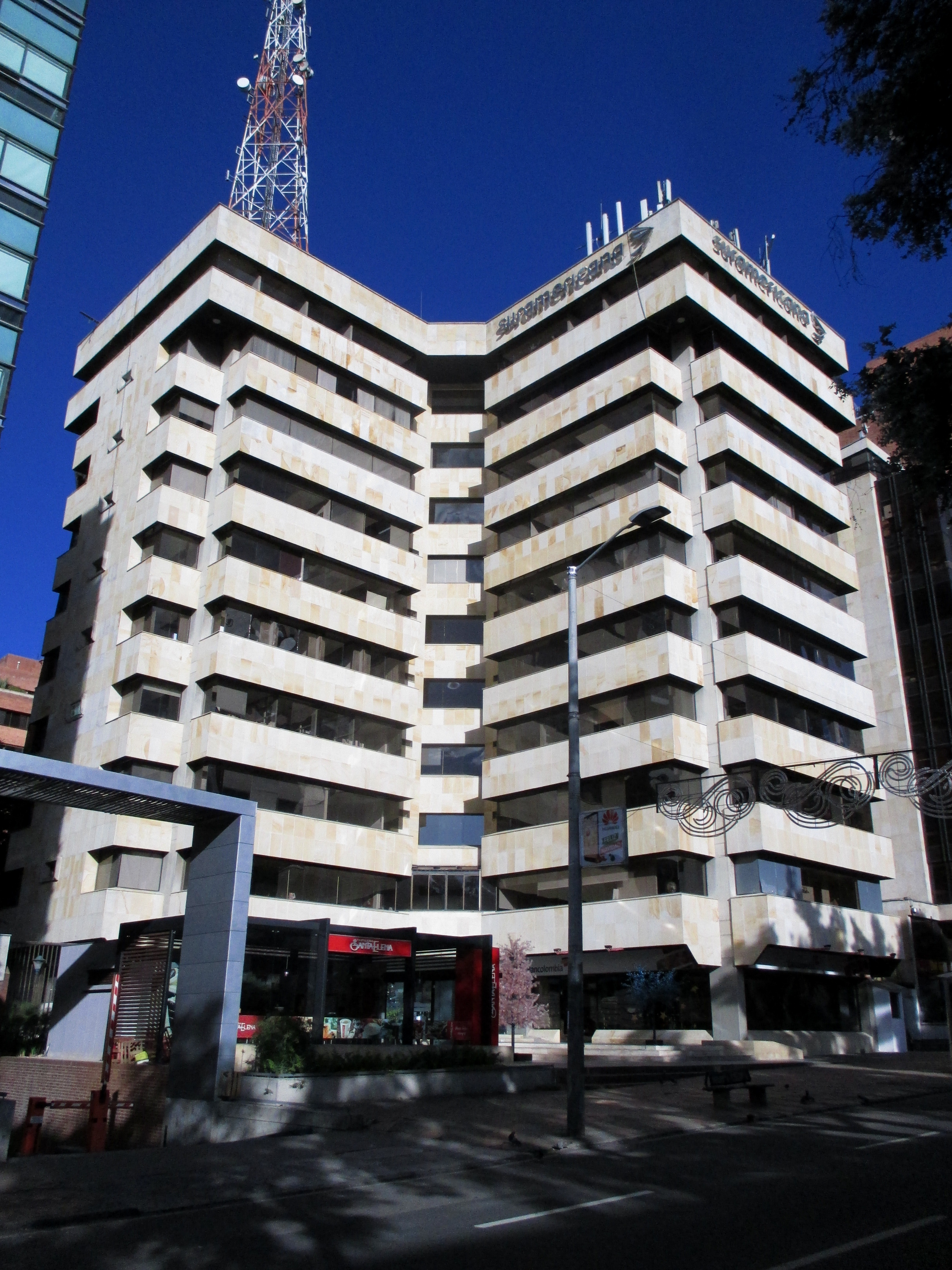
Edificio en el Centro Financiero de la avenida Chile en Bogotá.

- Avenida Caracas
- Carrera Séptima
- Carrera Novena
- Carrera Once
- Carrera Trece
- Avenida Chile.
- Calle 73
- Calle 76

## RutasSiTP

### Rutas troncales
- : estaciones Calle 72 y Calle 76 - San Felipe del sistema TransMilenio.

### Rutas Zonales
Las siguientes rutas corresponden a La Porciucula como cabecera de inicio y fin de ruta, perteneciente a la Zona Neutral Centro
- 12 a Zona Industrial El Dorado (Fontibón)[1]
- 91 a Bosa-San José (Bosa)fronterizo con Ciudad Verde de Soacha)[2]
- C11 a Villa del Río (Bosa)[3]
- 421 a San Cipriano (Suba)[4]

## Intermunicipal
También ésta disponible un paradero de buses de servicio intermunicipal para destinos hacia los municipios de la provincia cundinamarquesa del Guavio.

## Sitios importantes

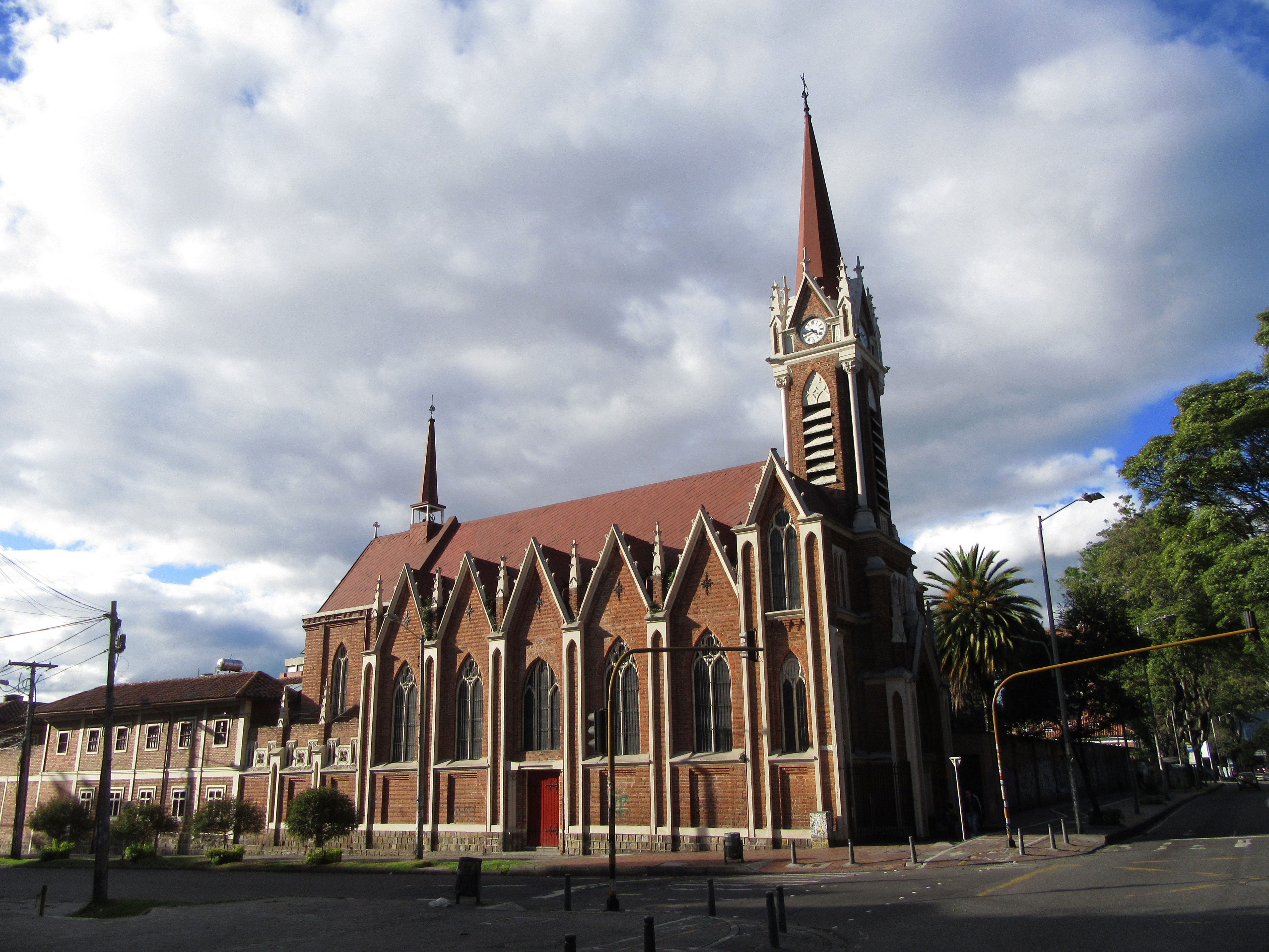
Templo del monasterio de La Visitación.

- Iglesia de la Porciúncula (Avenida Chile con Carrera 11)
- Iglesia de Cristo Rey
- Centro Comercial Avenida Chile
- Monasterio de La Visitación
- Fiscalía General de la Nación (Departamento de Altos Estudios - DAE)
- Universidad EAN, sede en la que se fundó con el nombre de Escuela de Administración de Neogocios.
- Gimnasio Moderno
- Universidad Pedagógica Nacional
- Hotel Marriott
- Universidad Sergio Arboleda
- Politécnico Internacional
- Universidad Santo Tomás - Edificio Doctor Angélico